# Cees Pijpers
Cees Pijpers (Amersfoort, 4 januari 1909 — Den Haag, 16 februari 1985) was een Nederlands acteur.
Cees Pijpers werd op latere leeftijd beroepsacteur. Na lessen van Floor Middag en Ludzer Eringa startte hij in 1948 bij het Zuid Nederlands, het gezelschap van Pierre Balledux. Daarna was hij te zien bij tal van gezelschappen en voerde zelf korte tijd de directie over het Haags Toneel. Tussen 1954 en 1955 had hij een eigen gezelschap “De Nieuwe Komedie”.
Pijpers maakte verder decors en kostuums en bewerkte en schreef enkele toneelstukken zoals Monkelmoentjes brave dag. Hij speelde onder regie van Walter Smith in enkele reclamefilms en gaf voordrachtprogramma’s met zijn tweede echtgenote Nora Boerman. Vanaf 1967 tot 1983 speelde en regisseerde Pijpers bij het Amstel Toneel van Riny Blaaser. Cees speelde in tal van televisieseries, waaronder De kleine zielen, Floris (in de rol van Reinbout) en Swiebertje. Cees Pijpers is de grootvader van acteur Rick Pijpers.